# 扁茎羊耳蒜
扁茎羊耳蒜（学名：Liparis assamica）为兰科羊耳蒜属下的一个种。分布于印度以及中国的云南和西藏。

## 扩展阅读
- 維基物種上的相關：扁茎羊耳蒜